# Mosteiro de Santo Estêvão
O Mosteiro de São Estêvão (em armênio: Սուրբ Ստեփանոս վանք; romaniz.: Surb Stepanos Vank; em persa: کلیسای سن استپانوس; romaniz.: Kelisā-ye San Estepānus), também conhecido em armênio como Maghardavank (Մաղարդավանք),  é um mosteiro armênio situado próximo da cidade de Jolfa, no Azerbaijão Oriental, noroeste do Irã.